# Eleições legislativas na Rússia em 1999
As eleições legislativas na Rússia foram realizadas a 19 de Dezembro de 1999, e serviram para eleger os 450 assentos da Duma.

## Contexto e análise eleitoral
Estas eleições foram realizadas num contexto de forte instabilidade política na Rússia, em que teve diversos primeiros-ministros, o eclodir da Segunda Guerra na Chechênia e a forte Crise financeira na Rússia em 1998. Neste contexto, a popularidade de Boris Iéltsin, então presidente russo, atingia impressionante níveis de impopularidade, com sondagens a afirmarem que apenas 1% a 2% do eleitorado russo o apoiava. Neste ambiente, o mais recente primeiro-ministro, um desconhecido Vladimir Putin, nomeado no verão de 1999, rapidamente cresceu em popularidade, muito pela sua postura na Chechénia e a sua defesa da recuperação da força do Estado Russo.
Com um partido criado pouco antes das eleições, centrado na figura de Putin e com um apoio total dos meios de comunicação, o partido Unidade obteve um resultado espectacular, conquistando mais de 23% dos votos e 73 deputados.
O Partido Comunista da Federação Russa voltou a ser o partido mais votado nas eleições ao obter mais de 24% dos votos, mas perdeu mais de 40 deputados em relação às eleições de 1995.
Outro partido que teve um resultado abaixo do esperado foi o partido Pátria, liderado pelo popular ex-primeiro ministro,Yevgeny Primakov, e pelo presidente da Câmara de Moscovo, Yury Luzhkov, que se ficou pelos 13% dos votos. Muito deste mau resultado se explica forte campanha contra o partido efectuado pela imprensa pró-Kremlin, que considerava o partido como uma ameaça aos seus interesses.
De destacar, por fim, o bom resultado da União das Forças de Direita, outro partido pró-Kremlin, que conseguiu 8,5% dos votos.
De realçar, que estas eleições provocaram a primeira maioria não-comunista desde da queda da União Soviética. 

## Resultados Oficiais
| Partido                 | Partido                              | Método Proporcional | Método Proporcional | Método Proporcional | Método Proporcional | Método Proporcional | Método Uninominal | Método Uninominal | Método Uninominal | Método Uninominal | Método Uninominal | Total     | +/-  |
| Partido                 | Partido                              | Votos               | %                   | +/-                 | Deputados           | +/-                 | Votos             | %                 | +/-               | Deputados         | +/-               | Total     | +/-  |
| ----------------------- | ------------------------------------ | ------------------- | ------------------- | ------------------- | ------------------- | ------------------- | ----------------- | ----------------- | ----------------- | ----------------- | ----------------- | --------- | ---- |
|                         | Partido Comunista                    | 16 196 024          | 24,29               | 1,99                | 67 / 225            | 32                  | 8 893 547         | 13,73             | 0,95              | 46 / 225          | 12                | 113 / 450 | 44   |
|                         | Unidade                              | 15 549 182          | 23,32               | Novo                | 64 / 225            | Novo                | 1 408 801         | 2,17              | Novo              | 9 / 225           | Novo              | 73 / 450  | Novo |
|                         | Pátria                               | 8 886 753           | 13,33               | Novo                | 37 / 225            | Novo                | 5 469 389         | 8,43              | Novo              | 31 / 225          | Novo              | 68 / 450  | Novo |
|                         | União das Forças de Direita          | 5 677 247           | 8,52                | Novo                | 24 / 225            | Novo                | 2 016 294         | 3,11              | Novo              | 5 / 225           | Novo              | 29 / 450  | Novo |
|                         | Partido Liberal Democrata            | 3 990 038           | 5,98                | 5,20                | 17 / 225            | 33                  | 1 026 690         | 1,58              | 4,05              | 0 / 225           | 1                 | 17 / 450  | 34   |
|                         | Yabloko                              | 3 955 611           | 5,93                | 0,96                | 16 / 225            | 15                  | 3 289 760         | 5,07              | 1,80              | 4 / 225           | 10                | 20 / 450  | 25   |
|                         | Comunistas e Trabalhadores           | 1 481 890           | 2,22                | 2,31                | 0 / 225             | Estável             | 439 770           | 0,68              | 1,21              | 0 / 225           | 1                 | 0 / 450   | 1    |
|                         | Mulheres da Rússia                   | 1 359 042           | 2,04                | 2,57                | 0 / 225             | Estável             | 326 884           | 0,50              | 0,55              | 0 / 225           | 3                 | 0 / 450   | 3    |
|                         | Partido dos Pensionistas             | 1 298 971           | 1,95                | Novo                | 0 / 225             | Novo                | 480 087           | 0,74              | Novo              | 1 / 225           | Novo              | 1 / 450   | Novo |
|                         | Nossa Casa - Rússia                  | 790 983             | 1,19                | 8,94                | 0 / 225             | 45                  | 1 733 257         | 2,67              | 2,96              | 7 / 225           | 3                 | 7 / 450   | 48   |
|                         | Congresso das Comunidades            | 405 298             | 0,61                | 3,70                | 0 / 225             | Estável             | 461 069           | 0,71              | 2,23              | 1 / 225           | 4                 | 1 / 450   | 4    |
|                         | Movimento de Apoio ao Exército       | 384 404             | 0,58                | Novo                | 0 / 225             | Novo                | 466 176           | 0,72              | Novo              | 2 / 225           | Novo              | 2 / 450   | Novo |
|                         | Bloco Svyatoslav Fyodorov            | 371 938             | 0,56                | Novo                | 0 / 225             | Novo                | 676 437           | 1,04              | Novo              | 1 / 225           | Novo              | 1 / 450   | Novo |
|                         | União Popular de Toda Rússia         | 245 266             | 0,37                | 1,24                | 0 / 225             | Estável             | 700 976           | 1,08              | 0,91              | 2 / 225           | 7                 | 2 / 450   | 7    |
|                         | Partido Socialista Russo             | 156 709             | 0,24                | Novo                | 0 / 225             | Novo                | 662 030           | 1,02              | Novo              | 1 / 225           | Novo              | 1 / 450   | Novo |
|                         | Movimento Herança Espiritual         | 67 417              | 0,10                | Novo                | 0 / 225             | Novo                | 594 426           | 0,92              | Novo              | 1 / 225           | Novo              | 1 / 450   | Novo |
|                         | Outros partidos (com menos de 1,00%) | 2 355 215           | 3,52                |                     | 0 / 225             |                     | 648 063           | 0,98              |                   | 0 / 225           |                   | 0 / 450   |      |
|                         | Independentes                        | -                   | -                   | -                   | -                   | -                   | 27 877 095        | 42,98             | 10,99             | 105 / 225         | 28                | 105 / 450 | 28   |
|                         | Lugares Vagos                        |                     |                     |                     |                     |                     |                   |                   |                   | 1 / 225           |                   | 1 / 450   |      |
| Voto Contra Todos       | Voto Contra Todos                    | 2 198 702           | 3,32                | 0,55                |                     |                     | 7 695 171         | 11,86             | 2,01              | 8 / 225           | 8                 | 8 / 450   | 8    |
| Votos Inválidos         | Votos Inválidos                      | 1 296 992           |                     |                     |                     |                     | 1 429 799         |                   |                   |                   |                   |           |      |
| Total                   | Total                                | 66 667 682          | 100                 |                     | 225 / 225           |                     | 66 295 701        | 100               |                   | 225 / 225         |                   | 450 / 450 |      |
| Eleitorado/Participação | Eleitorado/Participação              | 108 073 956         | 61,69               | 2,69                |                     |                     | 108 073 956       | 61,34             | 3,00              |                   |                   |           |      |